# Nokia N90

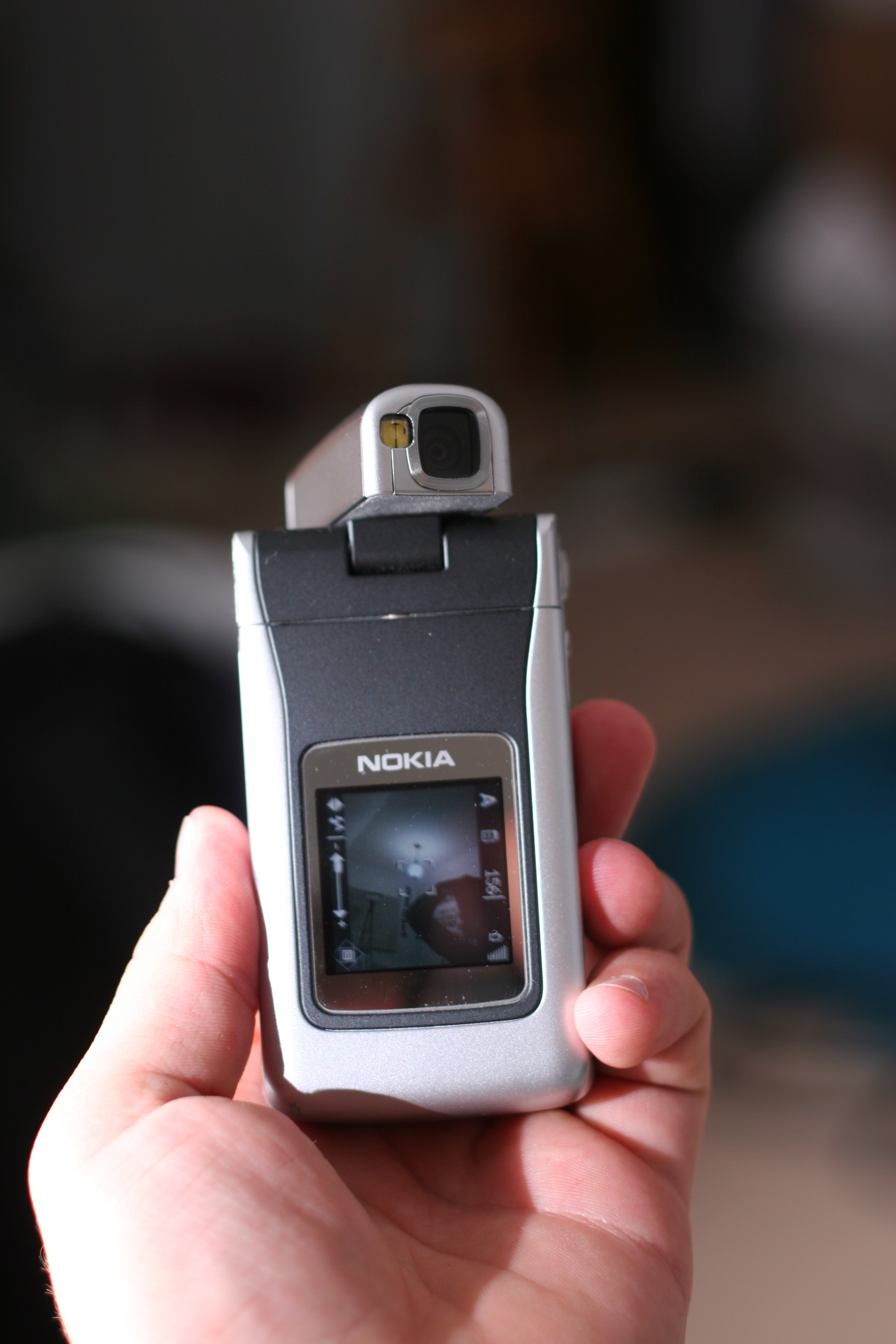
Téléphone en mode vidéo avec le second écran.

Le Nokia N90 est un smartphone de Nokia. Il a 2 écrans et le téléphone est rotatif sur 270°. L'appareil photo est de 2 mégapixels ayant un zoom numérique x20 avec flash (352 × 288 MPEG-4 format video et en audio AAC-LC). Il fonctionne avec Symbian S60 édition pack 3. Il est caractérisé pour son utilisations en mode appareil photo numérique, enregistreur vidéo, visiophone, lecteur audio, téléphone compatible 3G.

## Caractéristiques
- Système d'exploitation Symbian Series 60 Pack 3
- GSM/EDGE/3G
- 112 × 51 × 24 mm pour 173 grammes
- Écrans :
  - Écran 1 : TFT, 262 144 couleurs, 352 × 416 pixels (2,1 pouces)
  - Écran 2 : TFT, 65 536 couleurs, 128 × 128 pixels
- Bluetooth
- Mémoire : 31 Mo
- Appareil photo numérique de 2 mégapixels
- Vibreur
- DAS : 0,29 W/kg.